# Bistum Santísimo Salvador de Bayamo y Manzanillo
Das Bistum Santísimo Salvador de Bayamo y Manzanillo (lateinisch Dioecesis Sanctissimi Salvatoris Bayamensis-Manzanillensis, spanisch Diócesis del Santísimo Salvador de Bayamo-Manzanillo) ist eine auf Kuba gelegene römisch-katholische Diözese mit Sitz in Bayamo.

## Geschichte
Das Bistum Santísimo Salvador de Bayamo y Manzanillo wurde am 9. Dezember 1995 durch Papst Johannes Paul II. mit der Apostolischen Konstitution Venerabilis Frater aus Gebietsabtretungen des Erzbistums Santiago de Cuba errichtet und diesem als Suffraganbistum unterstellt.

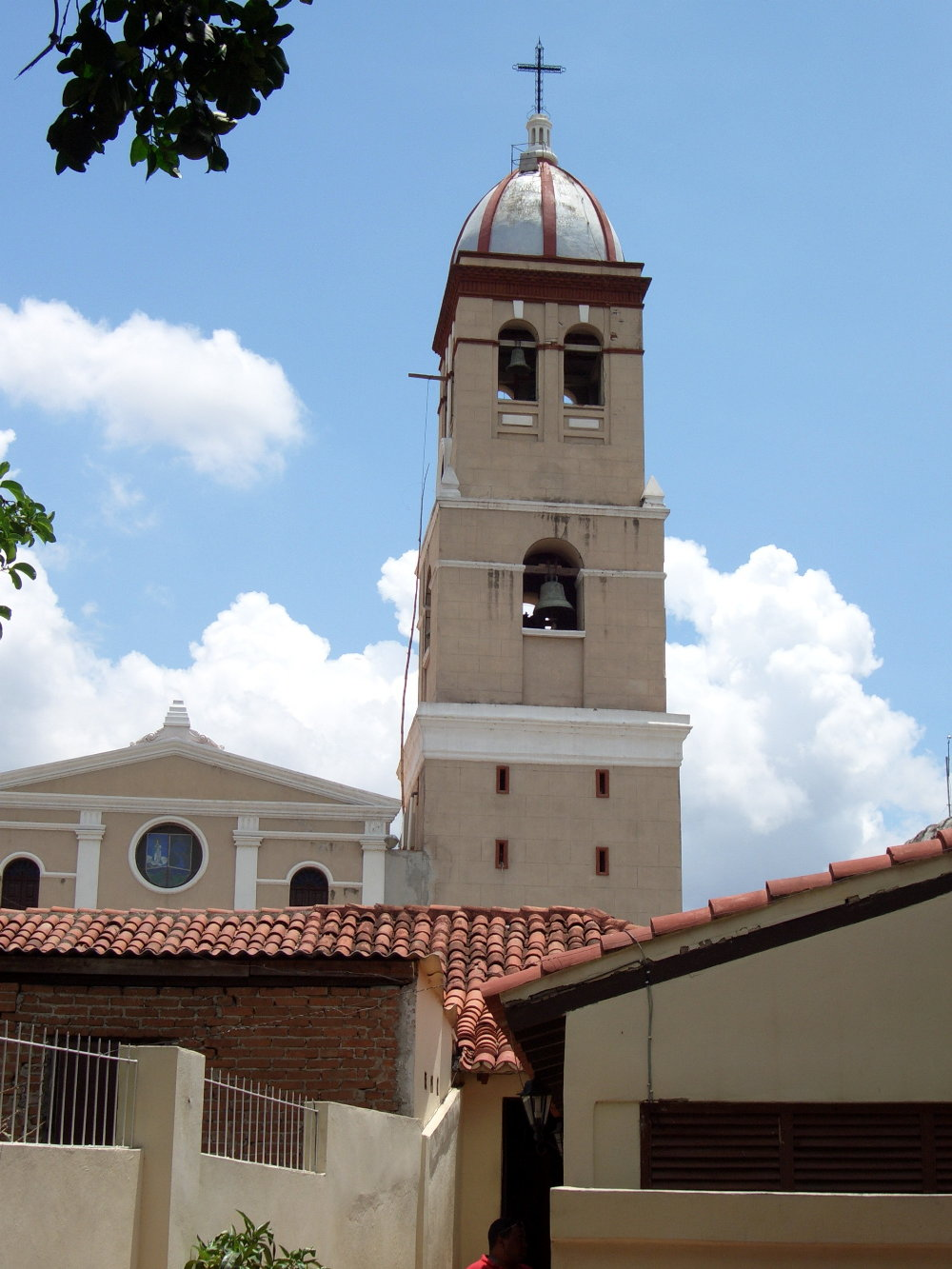
Kathedrale Santísimo Salvador in Bayamo

## Bischöfe von Santísimo Salvador de Bayamo y Manzanillo
- Dionisio Guillermo García Ibáñez, 1995–2007, dann Erzbischof von Santiago de Cuba
- Alvaro Julio Beyra Luarca, seit 2007